# Валле-ди-Маддалони
Валле-ди-Маддалони (итал. Valle di Maddaloni) — коммуна в Италии, находится в регионе Кампания, в провинции Казерта.
Население составляет 2556 человек, плотность населения составляет 256 чел./км². Занимает площадь 10 км². Почтовый индекс — 81020. Телефонный код — 0823.
Покровителем коммуны почитается святой мученик Панкратий Римский, празднование 12 мая.